# Cantonul Bellême
Cantonul Bellême este un canton din arondismentul Mortagne-au-Perche, departamentul Orne, regiunea Basse-Normandie, Franța.

## Comune
| Comune                        | Populație (1999) | Cod poștal | Cod INSEE |
| ----------------------------- | ---------------- | ---------- | --------- |
| Appenai-sous-Bellême          | ...              | 61130      | 61005     |
| Bellême                       | ...              | 61130      | 61038     |
| La Chapelle-Souëf             | ...              | 61130      | 61099     |
| Chemilli                      | ...              | 61360      | 61105     |
| Dame-Marie                    | ...              | 61130      | 61142     |
| Le Gué-de-la-Chaîne           | ...              | 61130      | 61196     |
| Igé                           | ...              | 61130      | 61207     |
| Origny-le-Butin               | ...              | 61130      | 61318     |
| Origny-le-Roux                | ...              | 61130      | 61319     |
| Pouvrai                       | ...              | 61130      | 61336     |
| Saint-Fulgent-des-Ormes       | ...              | 61130      | 61388     |
| Saint-Martin-du-Vieux-Bellême | ...              | 61130      | 61426     |
| Saint-Ouen-de-la-Cour         | ...              | 61130      | 61437     |
| Sérigny                       | ...              | 61130      | 61471     |
| Vaunoise                      | ...              | 61130      | 61498     |